# Princess Romanoff
Princess Romanoff è un film muto del 1915 diretto da Frank Powell. Prodotto e distribuito dalla Fox Film Corporation, secondo le informazioni fornite dal copyright, il film - della lunghezza di sei rulli - si basa sul lavoro teatrale Fedora di Victorien Sardou nella traduzione di Joseph H. Trant. La protagonista, l'attrice Nance O'Neil, aveva già interpretato in precedenza il ruolo del titolo in varie produzioni teatrali.

## Trama
Dopo il suicidio della moglie, il principe Loris Ipanoff scopre che lei era stata l'amante di Vladimir Boroff, un ufficiale fidanzato con la principessa Fedora Romanoff. Per vendicare il suo onore ferito, uccide il rivale. La principessa Fedora segue le tracce dell'assassino per tutta l'Europa fino ad arrivare a ritrovarlo a New York. Lì, i due si conoscono e si innamorano. Fedora, che prima voleva consegnarlo ai sicari mandati dallo zar, quando conosce le ragioni del suo gesto e ha le prove che il fidanzato la stava tradendo proprio prima di sposarla, perdona Loris e telegrafa a Mosca per fare rilasciare sua madre e suo fratello che erano stati imprigionati in seguito alla sua denuncia. Loris, venuto a sapere che la donna che lo ha tradito è Fedora, cerca di ucciderla per tenere fede alla promessa che si era fatto. Ma viene fermato dai servitori della principessa. Fedora, consapevole che lui verrà ucciso appena avrà lasciato le sue stanze, sacrifica il proprio onore, impedendogli di andarsene e facendogli passare la notte con lei. Piena di rimorsi, beve del veleno. Ma da Mosca arriva la notizia che la madre e il fratello di Loris sono salvi. Il principe, accortosi che Fedora vuole uccidersi, si prodiga per salvarla, riportandola alla vita.

## Produzione
Il film fu prodotto dalla Fox Film Corporation.

## Distribuzione
Il copyright del film, richiesto da William Fox, fu registrato il 6 maggio 1915 con il numero LP6038.
Distribuito dalla Fox Film Corporation, il film uscì nelle sale cinematografiche statunitensi nel maggio 1915.
Non si conoscono copie ancora esistenti della pellicola che viene considerata presumibilmente perduta.